# 骷髏精靈
骷髏精靈，本名王小磊，是一位中國網路小說家。

## 生平
山東煙台人，現居上海。2004年畢業於華東政法大學經濟法系。現為起點中文網白金作家。 作品有小說《猛龍過江》、《海王祭》、《界王》、《雄霸天下》、《聖堂》、《機動風暴》、《武裝風暴》、《星戰風暴》等。從2004年撰寫第一部小說《猛龍過江》開始，此後十年為港台地區玄幻小说暢銷冠軍。
在2012年中國網路作家富豪榜，他的版稅收入以1700萬位列第四，並入選為山東作家協會的成員，並開創了新派科幻小說《機甲流》。

#### 作品[5]
| 作品           | 發布網站   | 狀態   | 發布時間       | 完結時間      |
| -------------- | ---------- | ------ | -------------- | ------------- |
| 《猛龍過江》   | 起點中文網 | 已完結 | 2004年5月30日  | 2006年1月30日 |
| 《海王祭》     | 起點中文網 | 已完結 | 2006年9月1日   | 2008年6月1日  |
| 《三眼艷情咒》 | 起點中文網 | 已完結 | 2008年8月25日  | 2009年7月11日 |
| 《機動風暴》   | 起點中文網 | 已完結 | 2005年9月13日  | 2006年3月2日  |
| 《界王》       | 起點中文網 | 已完結 | 2009年8月20日  | 2010年2月13日 |
| 《武裝風暴》   | 起點中文網 | 已完結 | 2010年4月26日  | 2011年2月28日 |
| 《雄霸天下》   | 起點中文網 | 已完結 | 2011年4月25日  | 2012年2月28日 |
| 《聖堂》       | 起點中文網 | 已完結 | 2012年5月15日  | 2013年10月2日 |
| 《星戰風暴》   | 起點中文網 | 已完結 | 2013年12月16日 | 2016年3月24日 |